# S.P. Somtow
S. P. Somtow opr. (Somtow Papinian Sucharitkul) (født 30. december 1952 i Bangkok, Thailand) er en thailandsk/amerikansk komponist, dirigent, leder og forfatter.
Somtow kom tidligt med sin familie til England, hvor han studerede litteratur og musik på Eton Universitet og på St Catharine's Universitet i Cambridge. Han har skrevet 5 symfonier, orkesterværker, ballet, rekviem, operaer, filmmusik etc. Somtow begyndte at skrive digte som 11 årig, og skrev med tiden flere historier til science fiction-magasiner og ligeledes forskellige horror romaner. Skrev også en semi-selvbiografisk roman om sig selv og Thailand, som han nok er mest kendt for i litterære kredse. Han grundlagde, dirigerede og var leder af sine to orkestre Siam Filharmoniske Orkester og Siam Sinfonietta. Somtow boede en del i USA, men bor i dag i Thailand, og har både amerikansk og thailandsk statsborgerskab. Han er i sin musik inspireret af Richard Wagner, Gustav Mahler, og film og musicalmusik.

## Udvalgte værker
- 5 Symfonier - for orkester
- Kaki - ballet
- Til minde for ofrene af 9/11 - Requiem - for solister, kor og orkester
- Madana - opera